# Tanzaniophasma subsolana
Tanzaniophasma subsolana är en insektsart som först beskrevs av Zompro, Klass, Kristensen och Joachim Ulrich Adis 2002.  Tanzaniophasma subsolana ingår i släktet Tanzaniophasma och familjen Tanzaniophasmatidae. Inga underarter finns listade i Catalogue of Life.